# ヒメアジロガサ
ヒメアジロガサ（姫網代傘、学名:  Galerina marginata）は、ヒメノガステル科ケコガサタケ属ヒメアジロガサ節に属する小型から中型のキノコ（菌類）の一種。致命的な毒キノコの一つ。

## 形態
子実体は傘と柄からなるハラタケ型（agaricoid）で全体に褐色である。傘の直径は3cm程度。傘は最初饅頭型で後に水平にまで開く。傘表面の色は黄褐色で、縁にはかすかに条線があり、特に湿潤時にはよく見える。乾燥すると水分を失って淡色となり、乾燥が進むと水分を失って全体が淡黄色になる。
ヒダは黄褐色で、幼菌の時は淡いが成長につれてやや濃くなる。ヒダの幅は狭く密でふちは白色。幼菌のひだは内皮膜に守られており傘が開くと柄につばとして残る。色は白色、脱落しやすいが本種は柄に痕跡が残りやすい。柄は上下同大で、白色ないし褐色でしばしば上部が淡色で基部ほど濃色になる。膜質のツバがあるが、成菌時では消失することが多い。

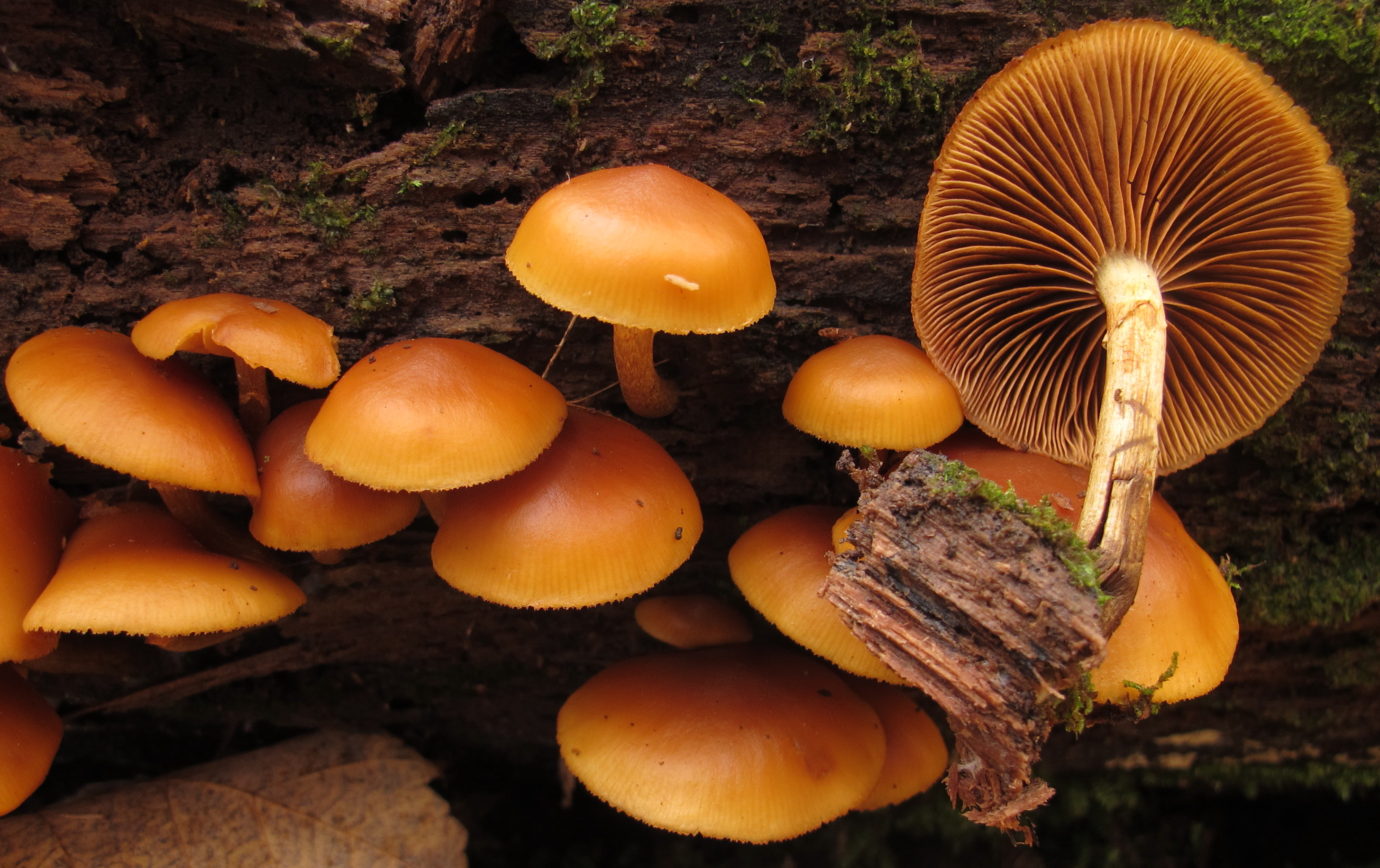
湿潤時傘の縁に条線が現れる
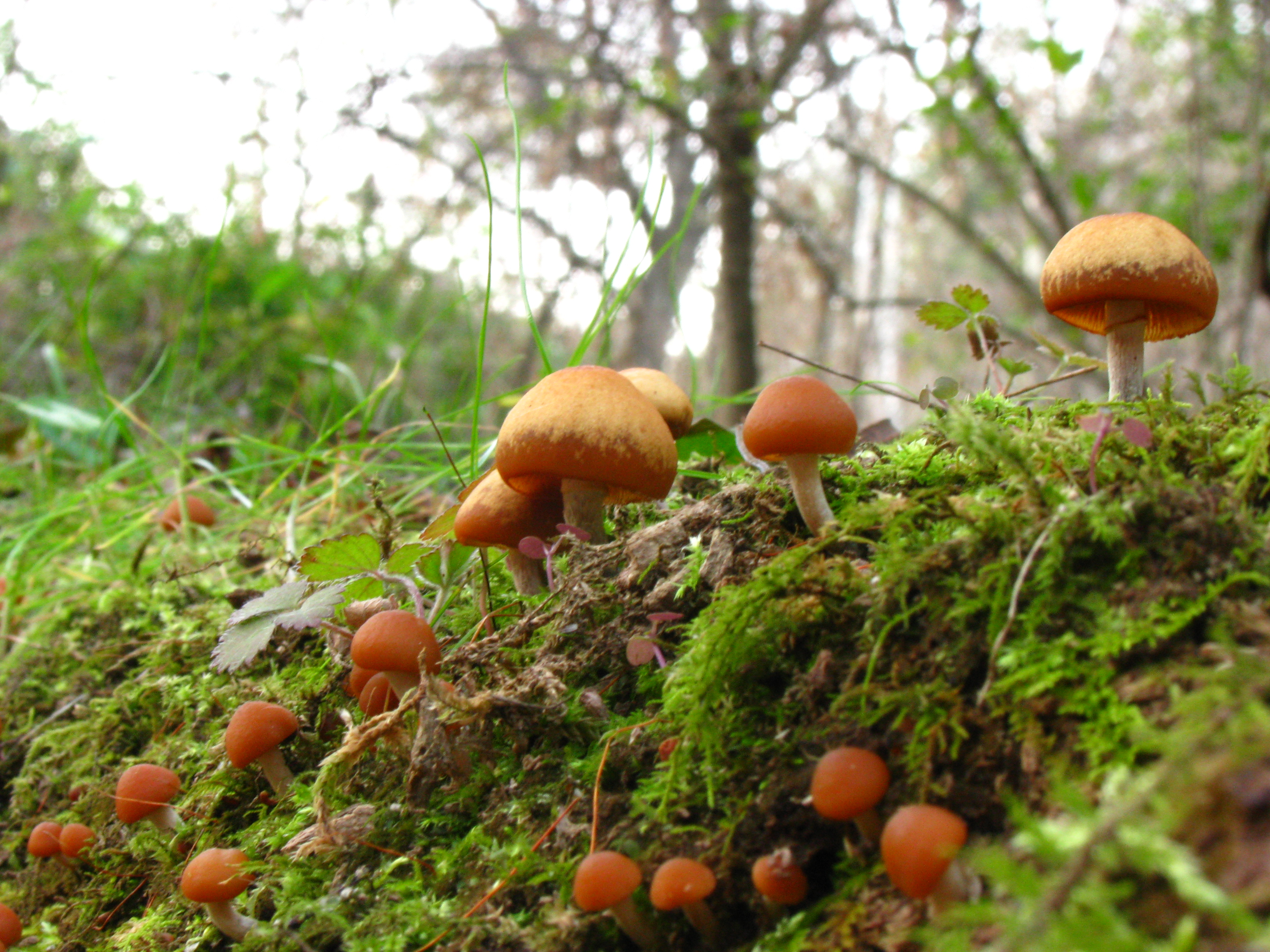
一部の子実体が乾燥し中央部が淡色になっている
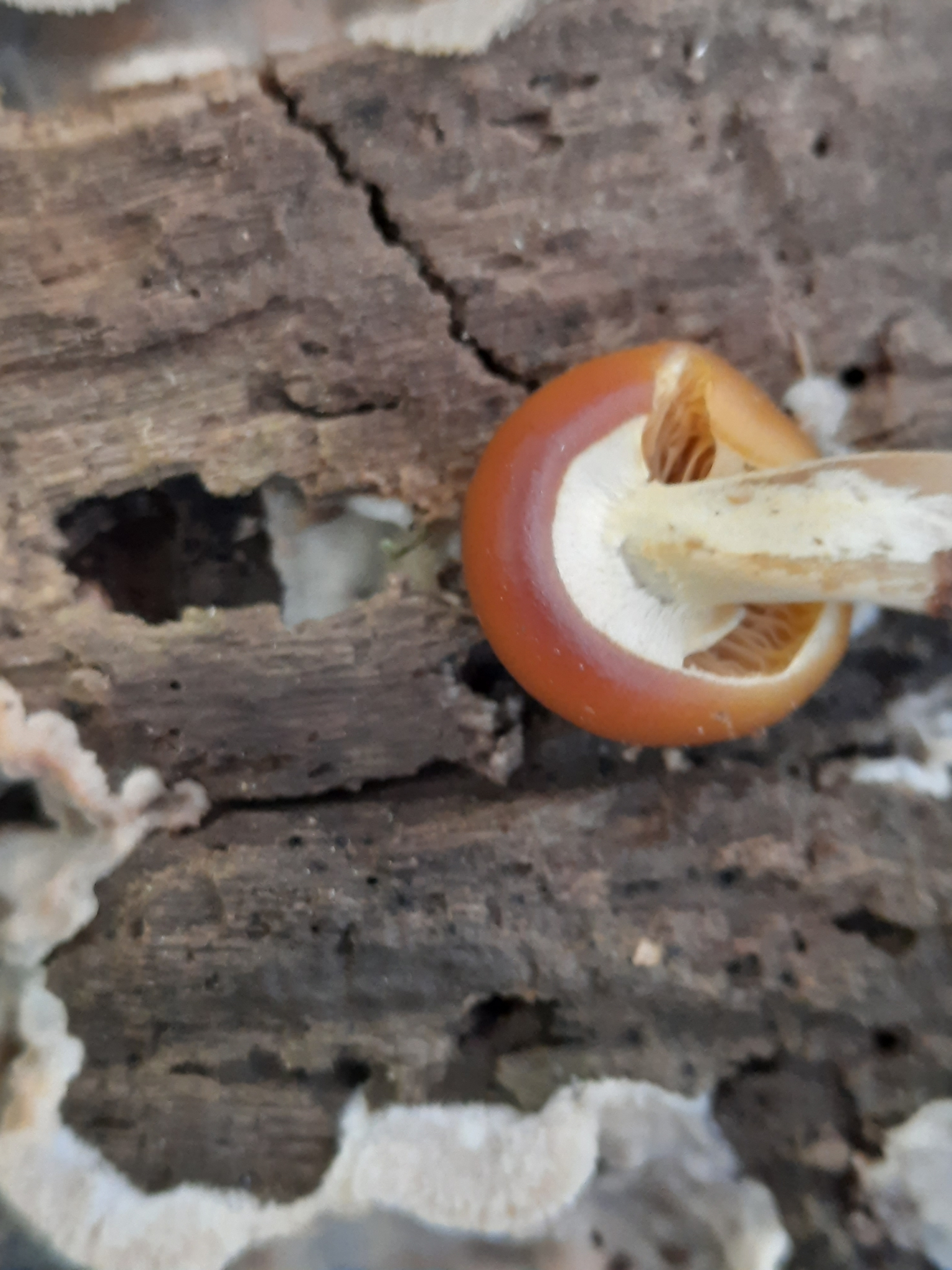
若い子実体のひだを守る内皮膜
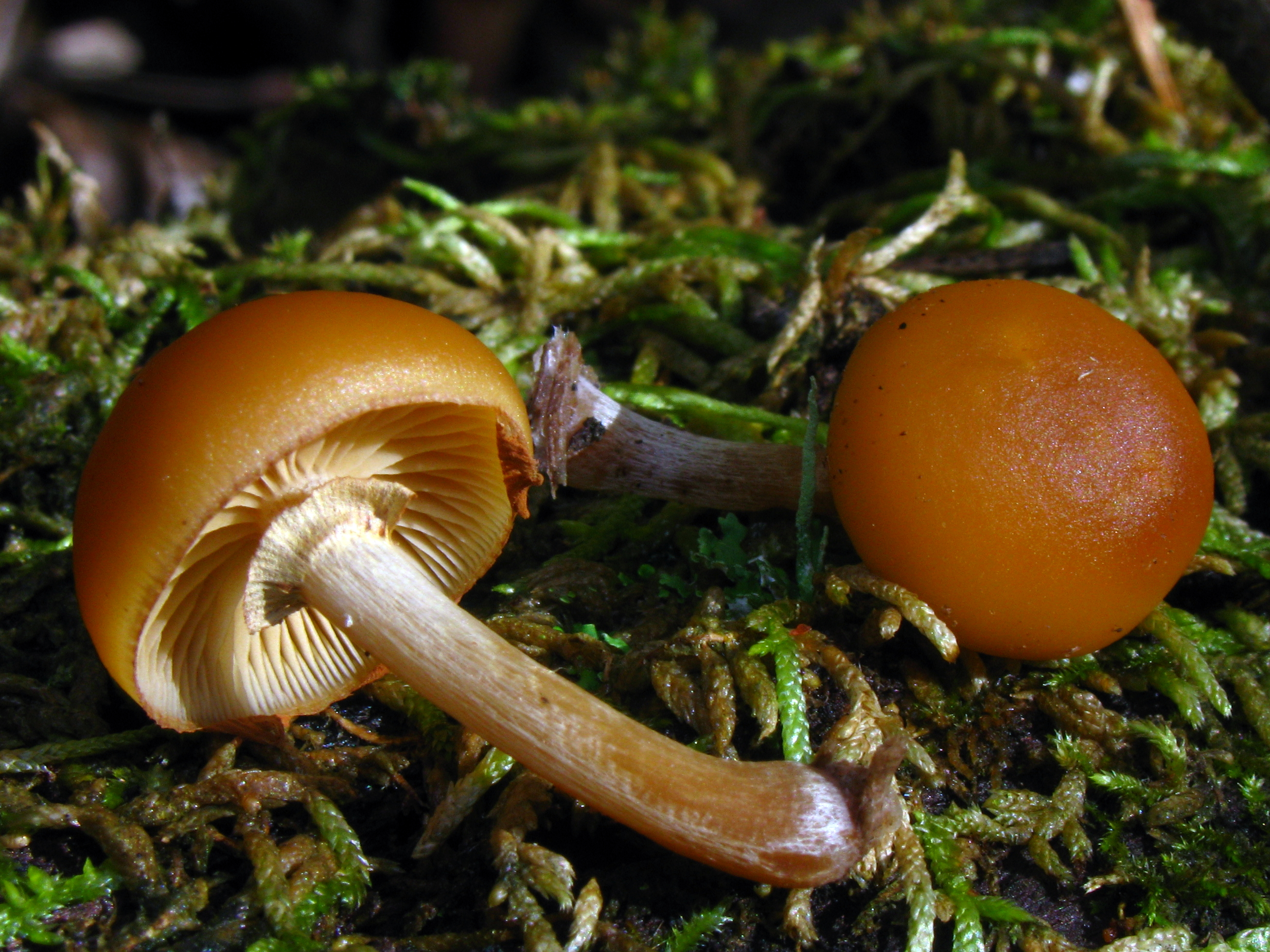
ひだおよび柄。つばが残っている。
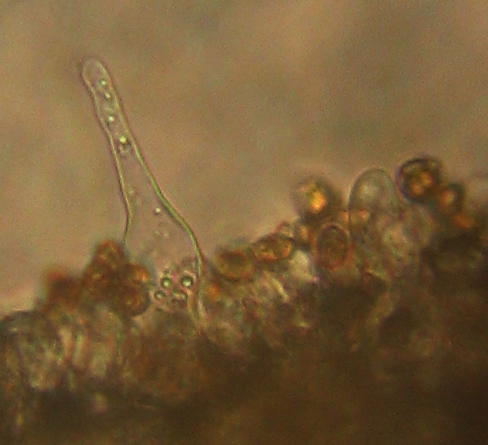
シスチジアは先端が膨らまない。
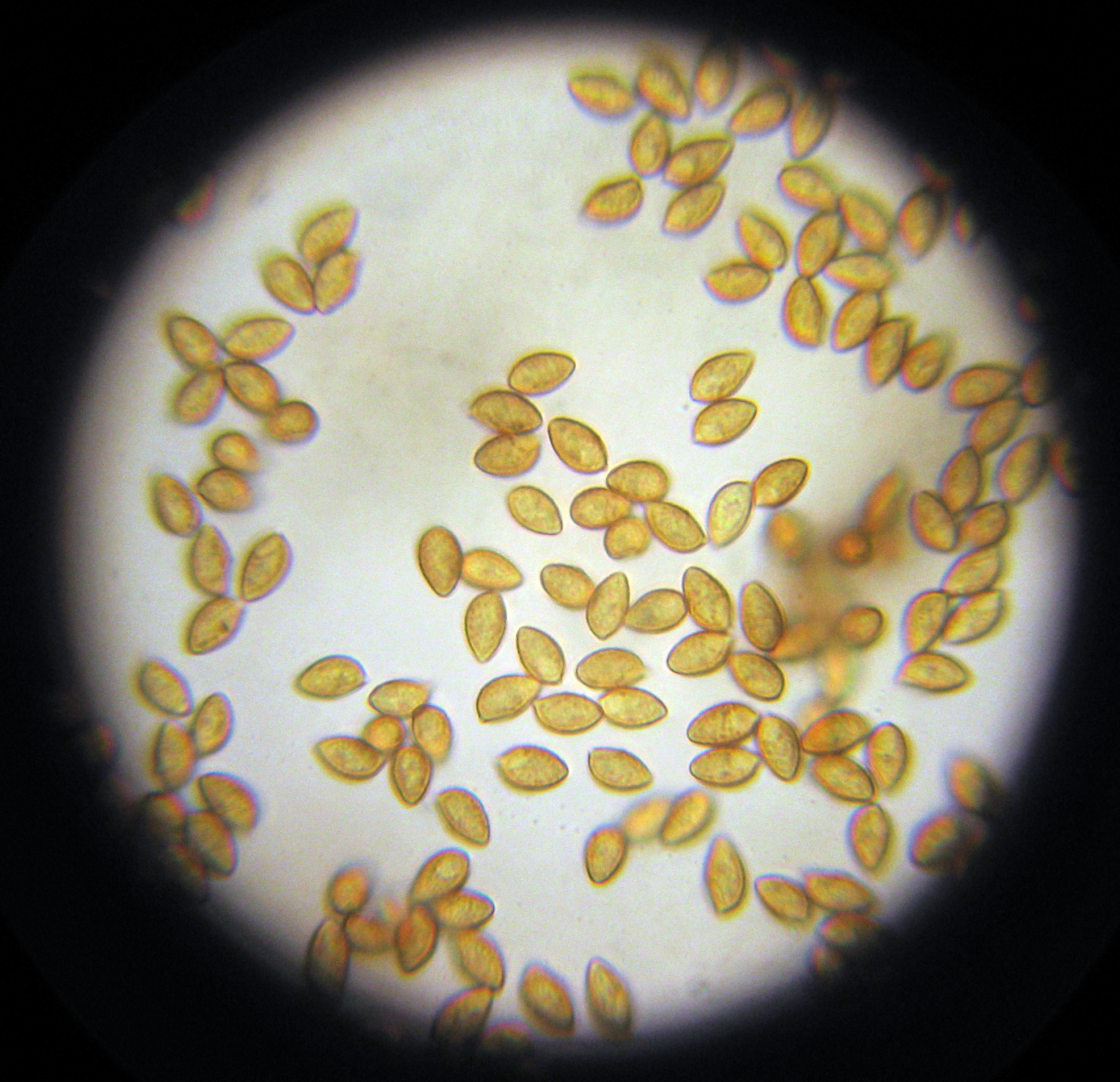
胞子

## 生態
木材腐朽菌。主に針葉樹林の朽木や落葉などに群生する。同属近縁種も含めて腐朽が相当進んで真っ黒になりコケが生えたような倒木や切り株、地面に落ちて黒くなった小枝やおが屑などに発生することが多く、形態と共に他属との判別のポイントの一つにもなる。群生、しばしば1株数本程度で束生する。

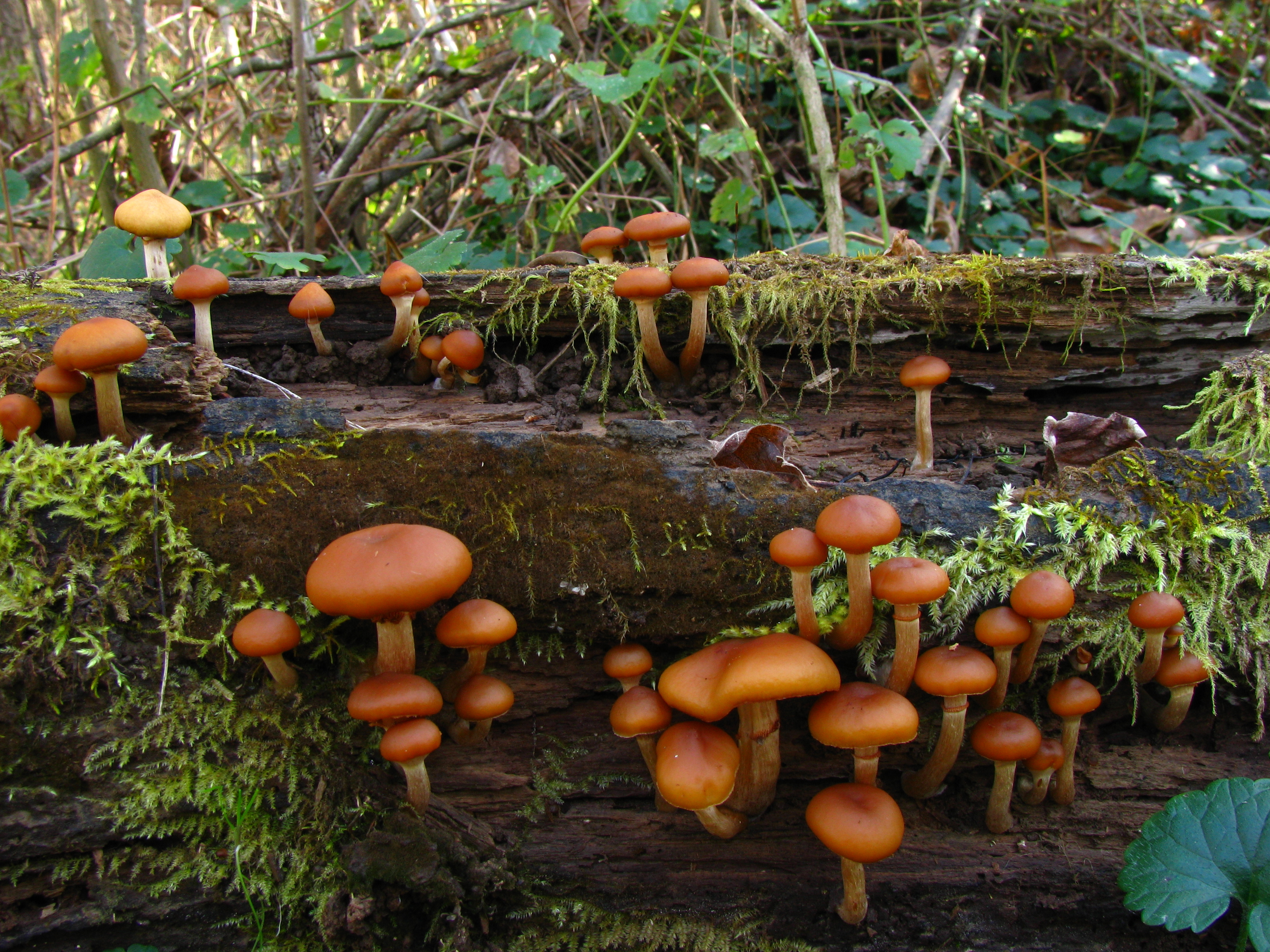
黒くなった倒木に群生する
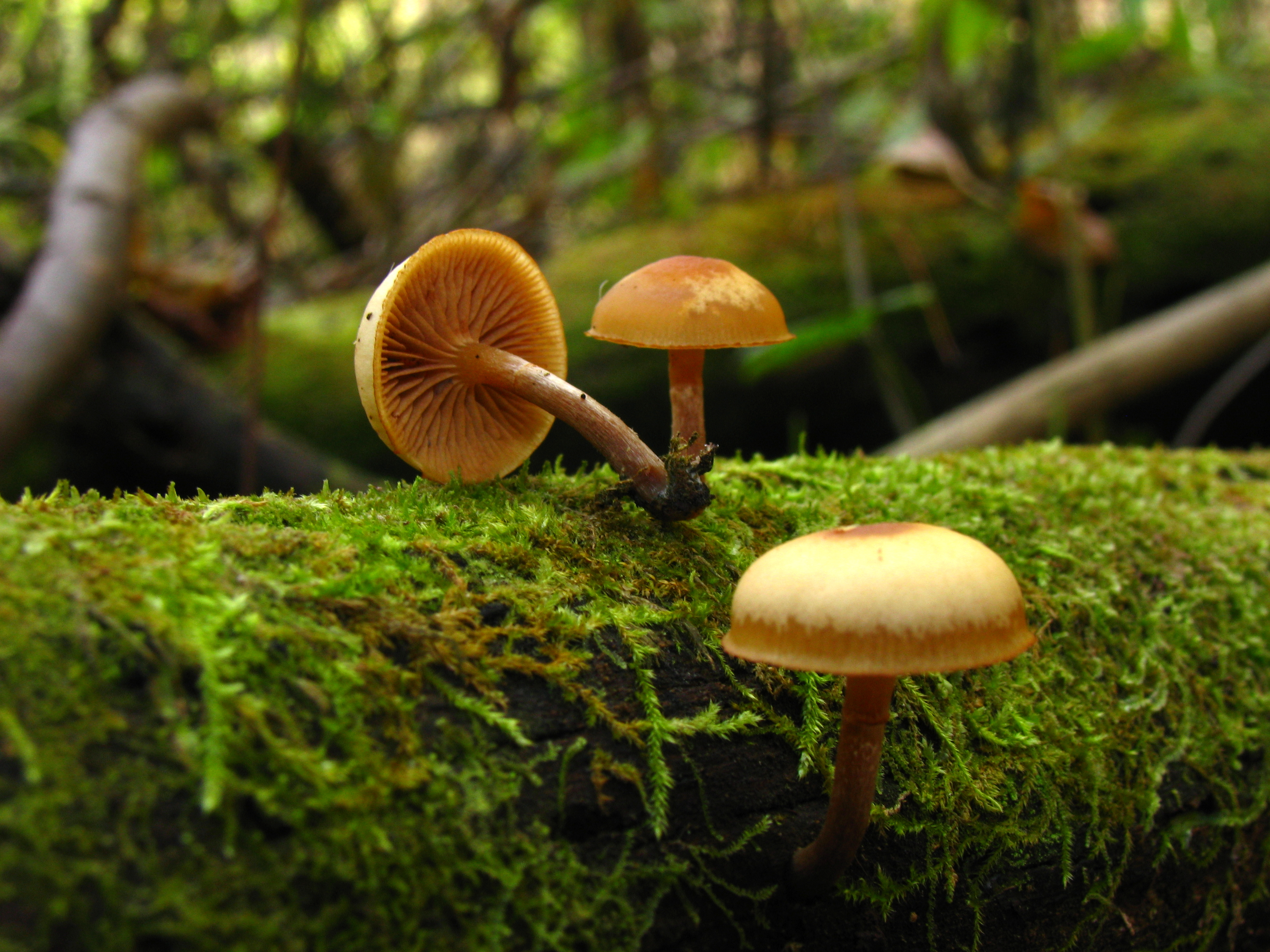
コケの上に発生した子実体

## 毒性
死亡例もある毒キノコ。主要毒成分はアマトキシン類、アマニタトキシン（amanita toxin）と呼ばれることもありテングタケ属（Amanita）の強毒性のキノコがしばしば含有している有毒タンパク質である。中毒症状は、2段階に分けて起こり、食後6 - 24時間で嘔吐、下痢、腹痛などコレラ様の症状が現れるが1日ほどで一旦回復する。その後、4 - 7日くらいの偽回復期を挟んだあと、肝臓肥大、黄疸、胃腸の出血など内臓の細胞が破壊されて、最悪は死に至る。
褐色の見た目で朽木に発生するという食用キノコが多いこと、菌床栽培のきのこの培地を捨てたところから出ることがあり、食用キノコが再発生したなどと誤解されて食用目的で採取されることなどが誤食の原因となっている。

## 類似種
同属には外見で見分けられるものもあるが、属内での種の同定には顕微鏡観察がほぼ必須と言われている。毒性が強いことが知られているものが多く、分布地では誤食に対しての注意が呼びかけられているものが多い。この属には約300種が知られているが和名のあるものを中心に一部を紹介する。模式種はGalerina vittiformis（和名未定）
コレラタケ（Galerina fasciculata）は柄が暗色で、つばは痕跡程度にしか残らない。顕微鏡観察ではシスチジアの先端が膨らんでいる点で見分けられる。
ヒメアジロガサモドキ（Galerina helvoliceps）は本種と肉眼的にほぼ同じであり、顕微鏡観察で胞子を見ることが必要である。
Galerina sulciceps（和名未定）。熱帯系の種だが2020年に千葉県で誤食による中毒事故が報告されている。

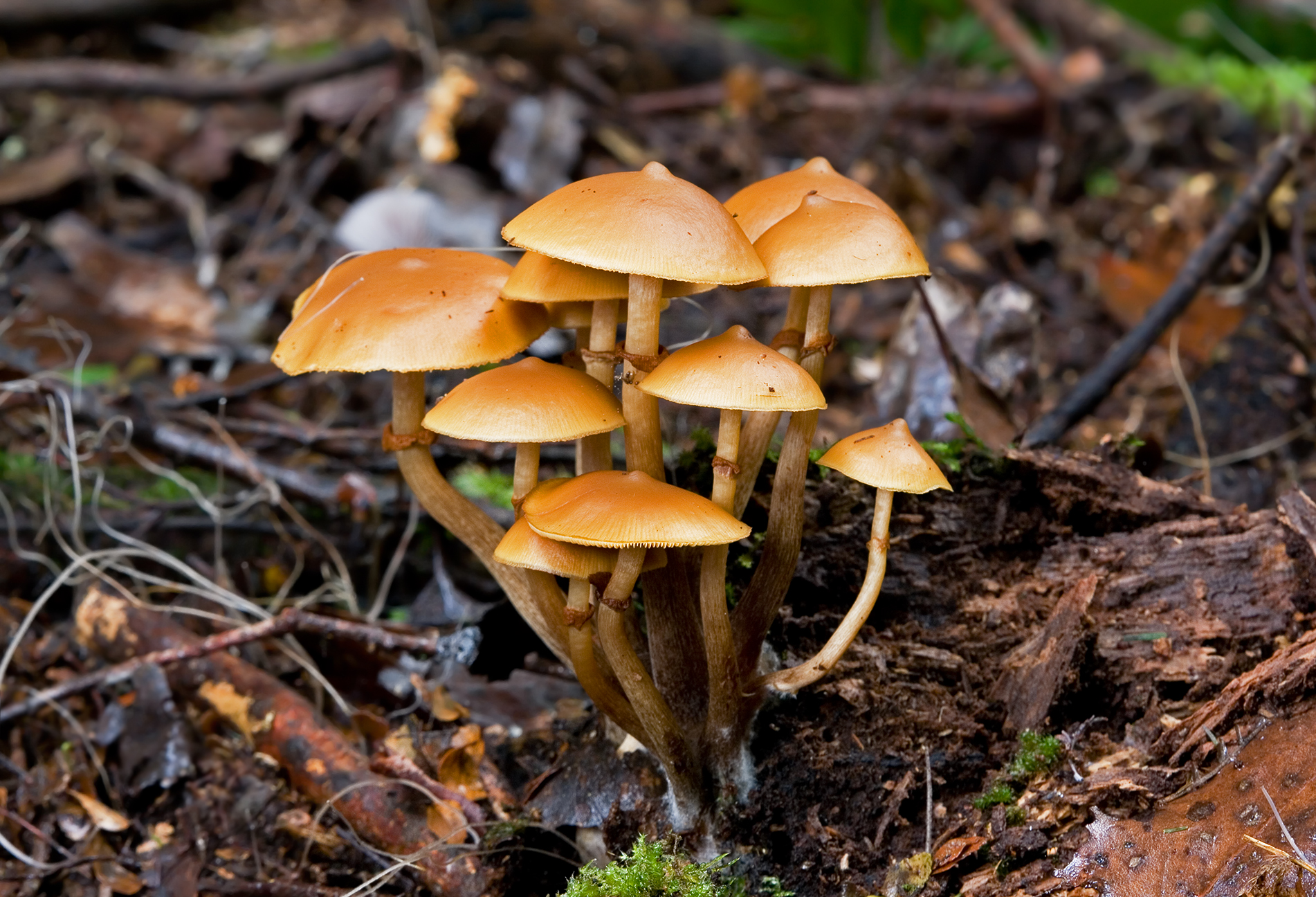
参考　Galerina patagonica

### 他属他科
朽木、切株に群生する褐色系の傘を持つものを中心にいくつか紹介する。
有毒であるヒメアジロガサは食用されるナラタケ（Armillaria mellea subsp. nipponica）やエノキタケ（Flammulina velutipes）とも似ているので、誤食しないように厳重な注意が必要である。
ナラタケ類（Armillaria spp.、キシメジ科）は褐色で傘には条線を持つ点が似ているが、全体的に本種よりも大きく柄も長い。傘の中央部に鱗片状の突起があることも大きな特徴であり、傘に吸水性もない。ナラタケ類の柄は強靭で折って採取するときにボキボキと音を立てたことに由来すると見られるボリ、ボリボリ、オリミキなどの地方名にも特徴が見られる。柄の中ほどに明瞭なツバを持つナラタケ（広義）と逆に全く欠くナラタケモドキに大きく分けられる。また、生態面でも種によっては生きている樹木に取り付いて枯死させることができるほど病原性が強く、本種や近縁種のように黒くなるほど腐朽した木材には生えない。
ナメコ（Pholiota microspora、モエギタケ科）は成長すると本種よりやや大きくなる。傘の条線は無く、子実体全体に強いぬめりを持つことが特徴。ナラタケ同様、本種ほど腐朽した木材には生えず樹皮が残っているようなものに発生する。原木栽培ではそれほど樹種を選ぶキノコではないが、野生ではブナの枯れ木に発生することが多いといわれる。
エノキタケ（Flammulina velutipes、タマバリタケ科）は柄にツバを欠き、柄は下に行くほど濃色である。エノキタケも本種ほど腐朽した木材には発生せず樹皮が残っているようなものに多い。
クリタケ（Hypholoma lateritium、モエギタケ科）は傘が赤褐色。生態面ではしばしば腐朽がかなり進んだ木材にも見られ本種と似ている。クリタケは広葉樹の木材に生えるが、針葉樹の木材に生えるクリタケモドキというよく似た種もある。
ニガクリタケ（Hypholoma fasciculare、モエギタケ科）はクリタケより小さく、全体が黄色味を帯びている。ひだも黄色。生の状態で齧るとクリタケ以上に強い苦みを感じるのが特徴。生態面ではしばしば腐朽がかなり進んだ木材にも見られ本種と似ている。
センボンイチメガサ（Kuehneromyces mutabilis）は全体的な形態や発生状況がヒメアジロガサと似ているが、ツバから下の柄はささくれた上向きの鱗片があることが区別点となる。
アセタケ属菌（Inocybe spp.、アセタケ科）にも小型の褐色で傘は釣り鐘型になり本種に似たようなものがあるが、アセタケ属菌は樹木の根と菌根を形成し子実体は地上から発生する。ただし、本種は地面に落ちた小枝や倒木が埋まる苔の上に子実体を出すことがありしばしばわかりにくいことがある。
同じような例でヨーロッパでは本種近縁種と褐色で小型で食用の何種かのカラハツタケ属菌（Lactarius spp.、ベニタケ科）との誤食もあるようである。カラハツタケ属菌も樹木の根と共生しており、子実体も地上から発生するため生態面でも本種と異なる。この仲間は傷つけると乳液を出すこと、かつ乳液に変色性があるものが多いこと、傘の形もベニタケ科独特のひだが垂生する形になることなどで本種と区別できる。

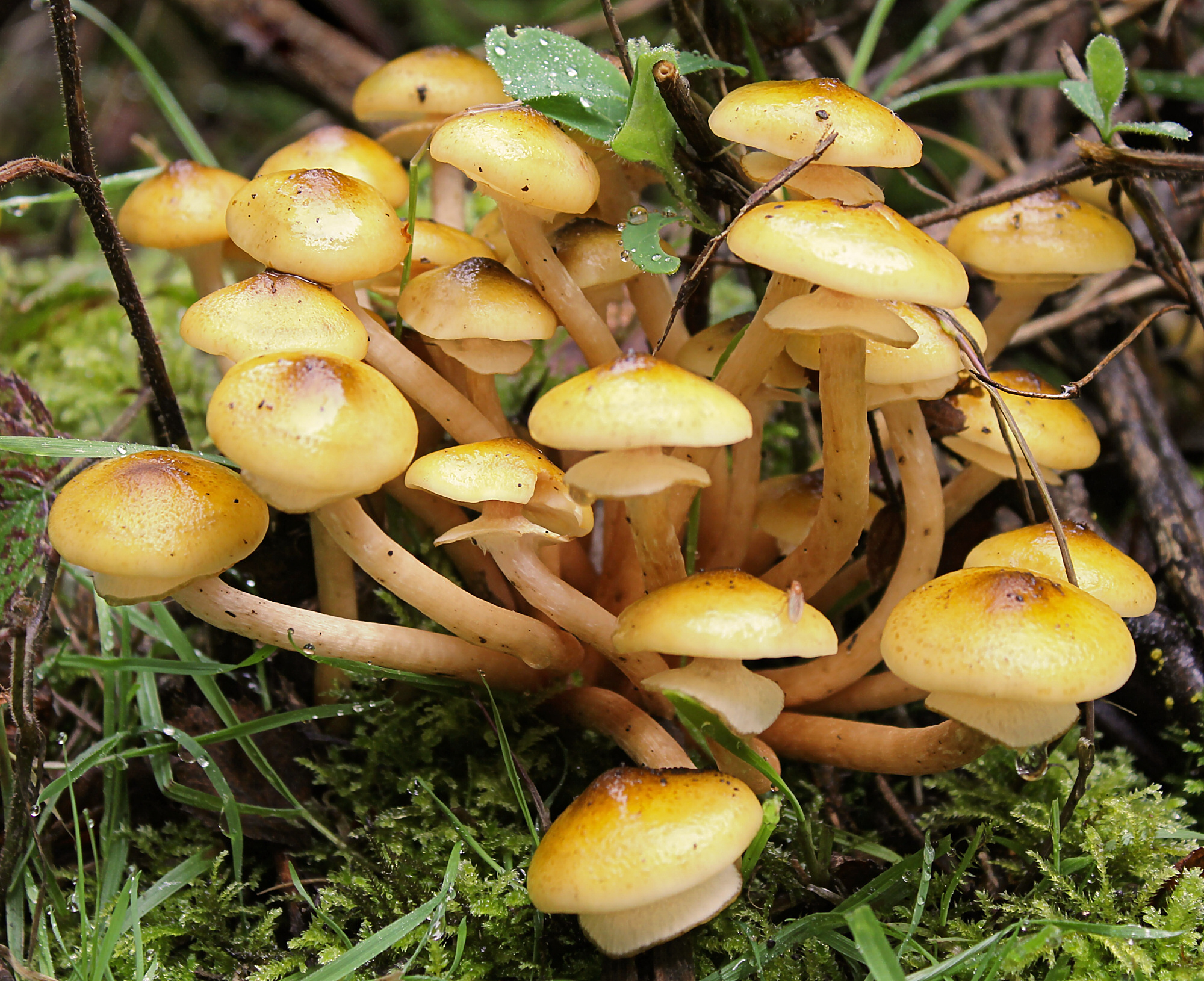
参考：ナラタケ類の一種。傘の中央の突起と明瞭なツバ
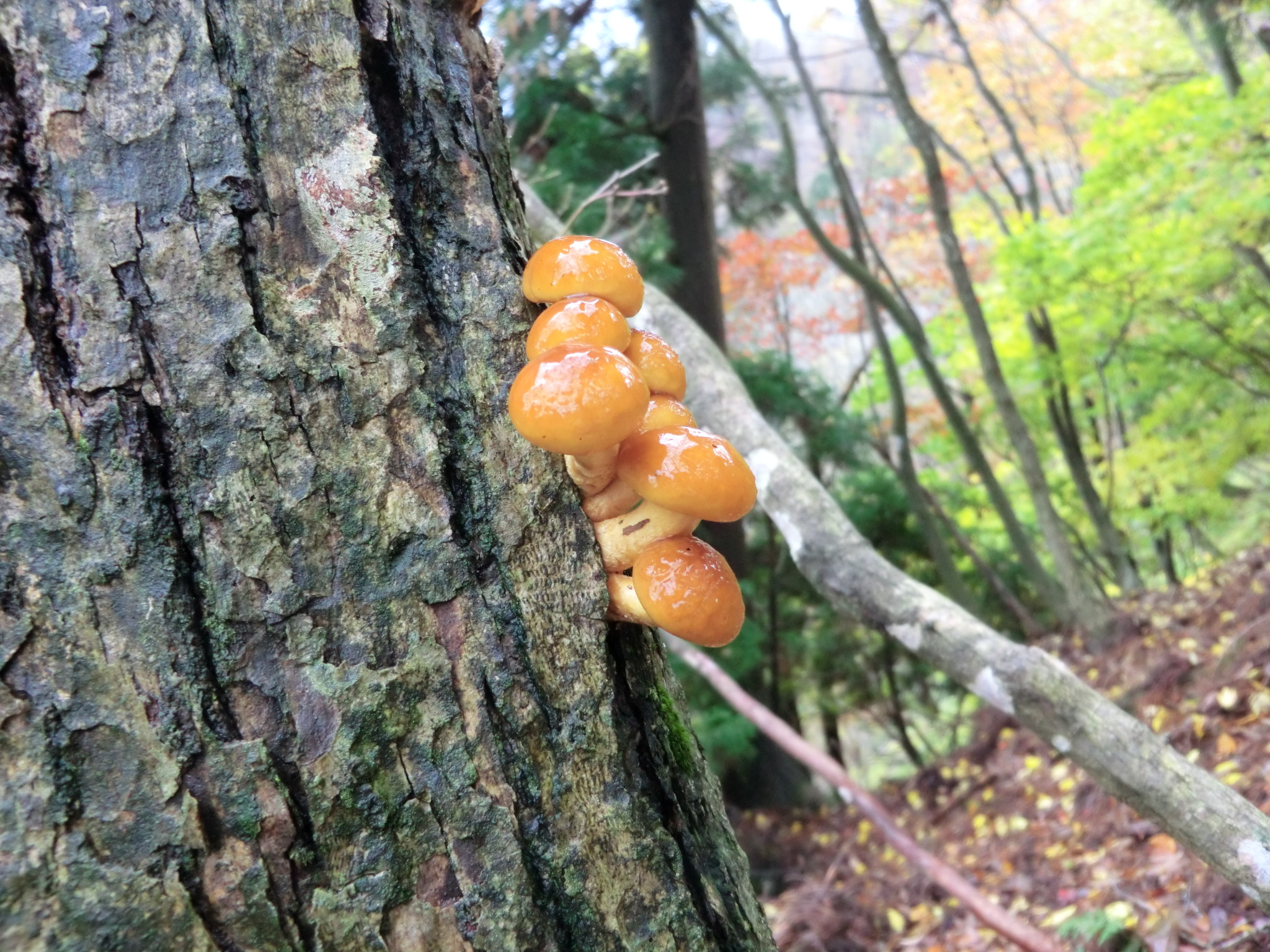
参考：ナメコ
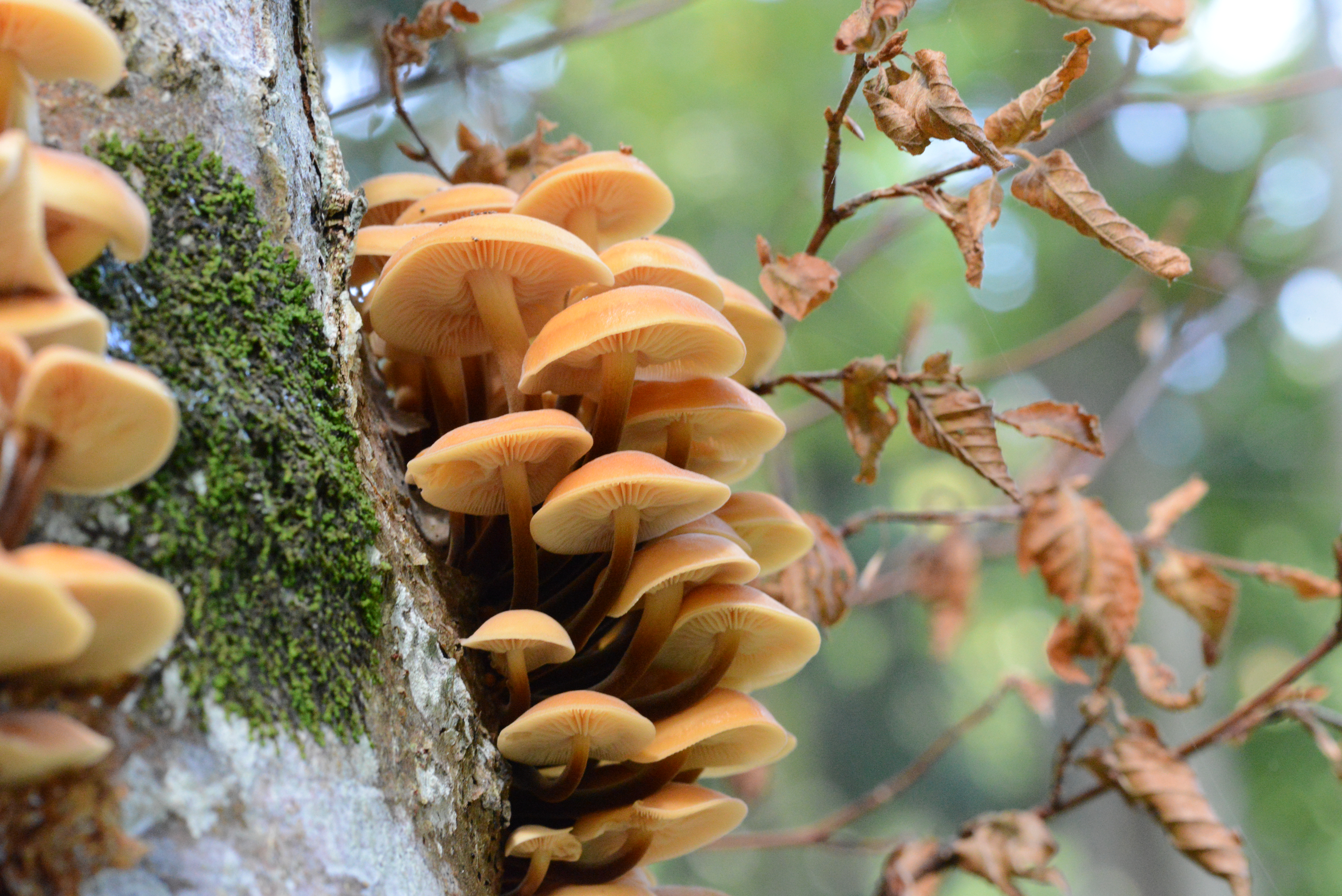
参考：エノキタケ
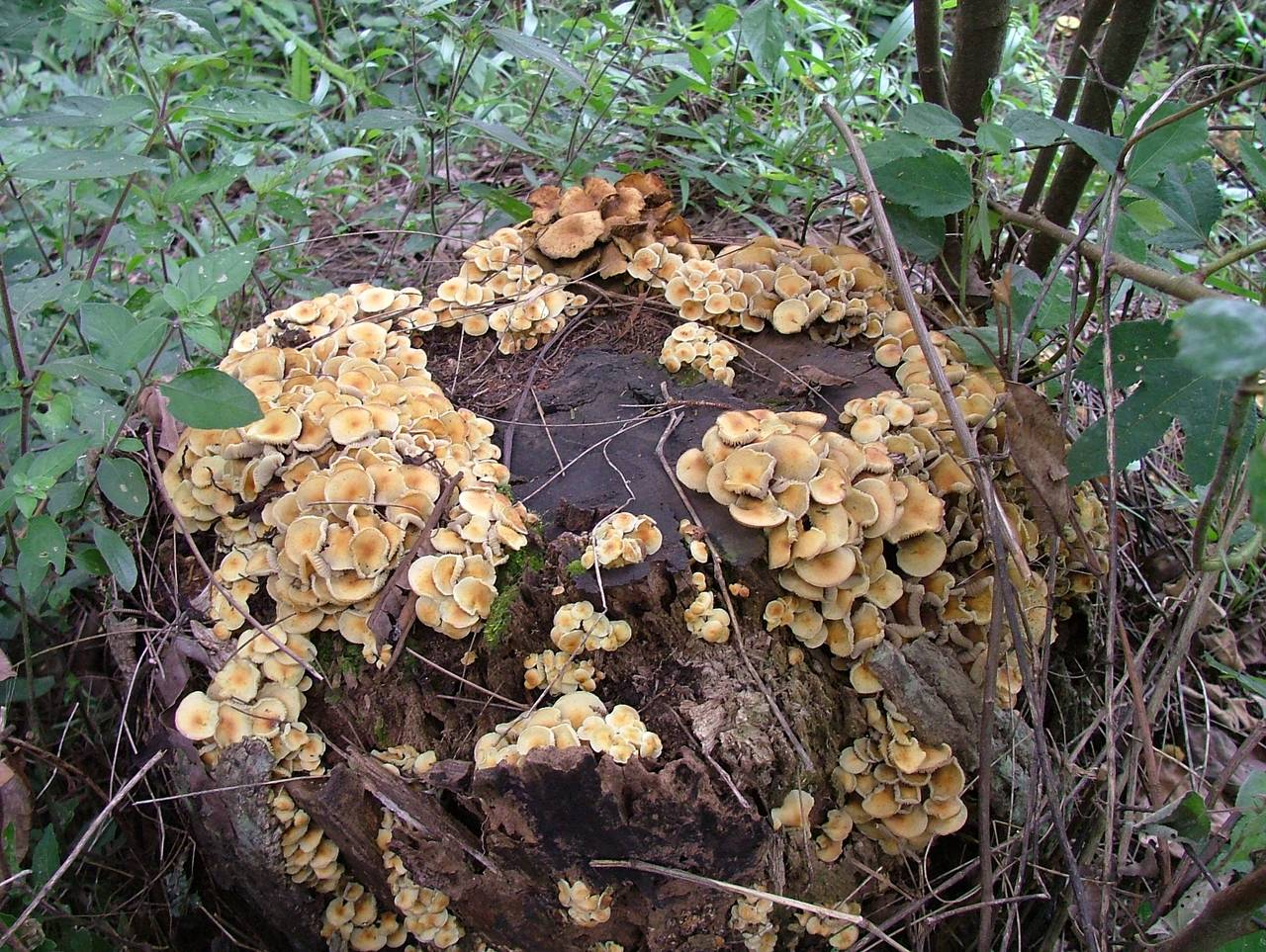
参考：ニガクリタケ
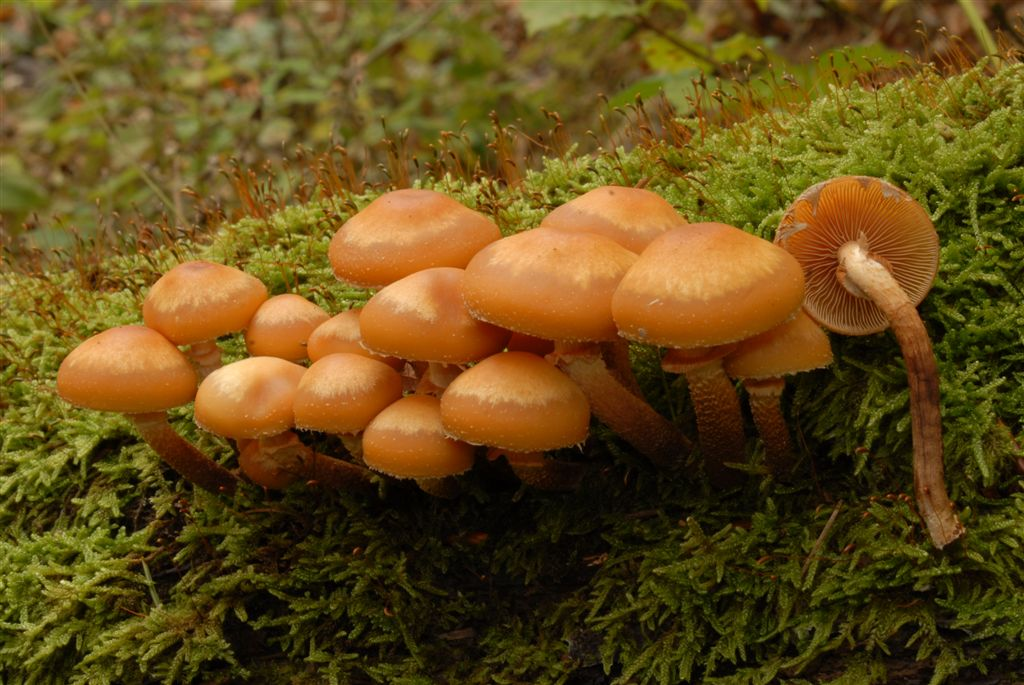
参考：センボンイチメガサ
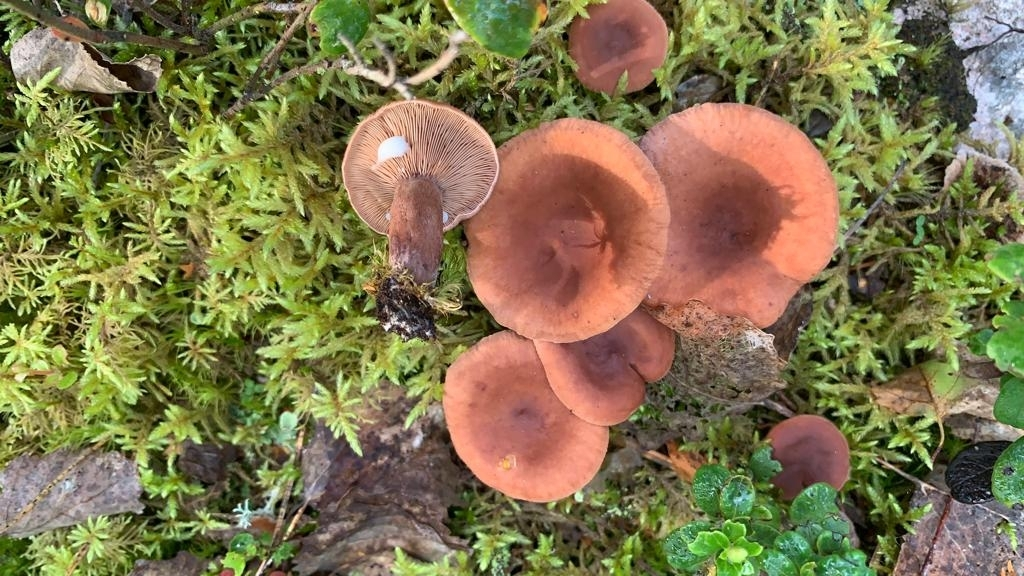
参考：カラハツタケ属菌の一種。左の個体は白い乳液が出ている。

## 名前と分類
アジロガサは竹を編んでできた笠の一種で網代編みという製法が由来、笠の頂部が尖る様が本種の傘の形態と似ているところから来ている。ヒメ（姫）は小さいことを示すが、近縁種にアジロガサという和名を持つ種は知られておらず、他種との比較ではなく本種自体が小型であることからの命名とみられる。
上位分類はフウセンタケ科に入れられていたが、最近はヒメノガステル科に移されている。